# Zapasy na Letnich Igrzyskach Olimpijskich 1948 – kategoria do 79 kg w stylu wolnym
Zmagania mężczyzn do 79 kg to jedna z ośmiu męskich konkurencji w zapasach w stylu wolnym rozgrywanych podczas Letnich Igrzysk Olimpijskich 1948. Pojedynki w tej kategorii wagowej odbyły się w dniach 29–31 lipca.
Punktacja opierała się na systemie „złych punktów karnych”. Przegrany otrzymywał 3 punkty za „łopatki” lub jednomyślną przegraną, a dwa punkty za porażkę 2-1. Zwycięzca otrzymywał jeden punkt za wygraną 2-1, a w pozostałych przypadkach zero. W każdej z rund odpadł zawodnik, który zgromadził łącznie pięć punktów lub więcej.

## Klasyfikacja[1]
| Lp. | Państwo         | Zawodnik            |
| --- | --------------- | ------------------- |
| 1   | USA             | Glen Brand          |
| 2   | Turcja          | Adil Candemir       |
| 3   | Szwecja         | Erik Lindén         |
| 4   | RPA             | Callie Reitz        |
| 5   | Finlandia       | Paavo Sepponen      |
| 6   | Francja         | André Brunaud       |
| 7   | Szwajcaria      | Paul Dätwyler       |
| 8   | Kanada          | Maurice Vachon      |
| 9   | Australia       | Bruce Arthur        |
| 10  | Wielka Brytania | Eddie Bowey         |
| 11  | Egipt           | Abbas Ahmad         |
| .   | Belgia          | Jean-Baptiste Benoy |
| 13  | Indie           | Keshav Roy          |
| .   | Austria         | Anton Vogel         |
| .   | Meksyk          | Eduardo Assam       |
| 16  | Iran            | Abbas Hariri        |

## Wyniki
* „Łopatki” (ang. fall, touche) – pozycja w której zawodnik dotyka łopatkami maty (oznaczająca koniec walki).

### Pierwsza runda[2]
| Zwycięzca      | Punkty karne | Wynik   | Przegrany           | Punkty karne |
| -------------- | ------------ | ------- | ------------------- | ------------ |
| Adil Candemir  | 0            | Łopatki | Bruce Arthur        | 3            |
| Maurice Vachon | 0            | Łopatki | Keshav Roy          | 3            |
| Eddie Bowey    | 1            | 3-0     | Eduardo Assam       | 3            |
| Paavo Sepponen | 1            | 3-0     | André Brunaud       | 3            |
| Paul Dätwyler  | 0            | Łopatki | Anton Vogel         | 3            |
| Callie Reitz   | 1            | 2-1     | Abbas Ahmad         | 2            |
| Erik Lindén    | 0            | Łopatki | Jean-Baptiste Benoy | 3            |
| Glen Brand     | 1            | 2-1     | Abbas Hariri        | 2            |

### Druga runda[3]
| Zwycięzca      | Punkty karne | Wynik        | Przegrany           | Punkty karne |
| -------------- | ------------ | ------------ | ------------------- | ------------ |
| Bruce Arthur   | 3            | Łopatki      | Keshav Roy          | 6            |
| Adil Candemir  | 1            | Decyzja, 2:1 | Maurice Vachon      | 2            |
| Paavo Sepponen | 1            | Łopatki      | Eduardo Assam       | 6            |
| André Brunaud  | 4            | Decyzja, 3:0 | Eddie Bowey         | 4            |
| Callie Reitz   | 1            | Łopatki      | Anton Vogel         | 6            |
| Paul Dätwyler  | 1            | 2-1          | Jean-Baptiste Benoy | 5            |
| Erik Lindén    | 0            | Łopatki      | Abbas Ahmad         | 5            |
| Glen Brand     | 1            | Bez walki    |                     |              |
|                |              | Wycofał się  | Abbas Hariri        | –            |

### Trzecia runda[4]
| Zwycięzca      | Punkty karne | Wynik      | Przegrany      | Punkty karne |
| -------------- | ------------ | ---------- | -------------- | ------------ |
| Glen Brand     | 1            | Łopatki    | Bruce Arthur   | 6            |
| Paavo Sepponen | 2            | 3-0        | Maurice Vachon | 5            |
| André Brunaud  | 4            | Rezygnacja | Paul Dätwyler  | –            |
| Erik Lindén    | 1            | 3-0        | Callie Reitz   | 4            |
| Adil Candemir  | 1            | Łopatki    | Eddie Bowey    | 7            |

### Czwarta runda[5]
| Zwycięzca    | Punkty karne | Wynik        | Przegrany      | Punkty karne |
| ------------ | ------------ | ------------ | -------------- | ------------ |
| Glen Brand   | 1            | Łopatki      | Adil Candemir  | 4            |
| Callie Reitz | 5            | Decyzja, 3:0 | Paavo Sepponen | 5            |
| Erik Lindén  | 2            | Decyzja, 3:0 | André Brunaud  | 7            |

### Piąta runda[6]
| Zwycięzca     | Punkty karne | Wynik        | Przegrany   | Punkty karne |
| ------------- | ------------ | ------------ | ----------- | ------------ |
| Glen Brand    | 2            | Decyzja, 3:0 | Erik Lindén | 5            |
| Adil Candemir | 4            | Bez walki    |             |              |